# باول باول
باول باول (بالإنجليزية: Paul Powell)‏ (30 يونيو 1978 في المملكة المتحدة - ) هو لاعب كرة قدم بريطاني في مركز الوسط. لعب مع أكسفورد يونايتد ونادي تاموورث وديكوت تاون ‏ وMilton United F.C. ‏.

## وصلات خارجية
- باول باول على موقع قاعدة بيانات كرة القدم.إي يو (الإنجليزية)
- باول باول على موقع Soccerbase.com (لاعب) (الإنجليزية)